# Mirco Antenucci
Mirco Antenucci (Termoli, 8 settembre 1984) è un ex calciatore italiano, di ruolo attaccante.

## Biografia
Vive la sua infanzia a Roccavivara, piccolo comune del Molise, con i genitori e i fratelli. Sposato, nel novembre 2014 la coppia ha avuto la prima figlia; nel gennaio 2016 è nata anche la secondogenita. Nel 2023 ha conseguito la laurea triennale in psicologia presso l’università telematica eCampus con una tesi dal titolo 'Sport and football management'.

## Caratteristiche tecniche
È un attaccante tecnico, veloce e abile nell'uno contro uno, che predilige giocare nel ruolo di seconda punta, buon finalizzatore. È anche un buon rigorista.

## Carriera

### Club

#### Esordi
Cresciuto nel Giulianova, viene lanciato in prima squadra nella stagione 2002-2003 in Serie C1, e segna il suo primo gol in carriera il 19 gennaio 2003 nei minuti di recupero della gara interna contro il Paternò. A livello personale colleziona anche una presenza e un gol nella Nazionale italiana Under-20 di Serie C e una nella Rappresentativa Under-21 del girone B della Serie C1.
La stagione successiva viene confermato in rosa, e con il nuovo mister Francesco D'Arrigo non è più titolare. Il 17 marzo 2004 scende in campo con la Rappresentativa Under-21 del girone B della Serie C1 segnando un gol.

#### Il prestito all'Ancona e il ritorno a Giulianova
Dopo aver disputato il primo turno di Coppa Italia di Serie C, il 15 settembre 2004 viene ceduto in prestito con diritto di riscatto della compartecipazione all'Ancona, in Serie C2. Debutta con i dorici il 26 settembre in Ancona-CuoioCappiano (2-1) subentrando al 63' a Enrico Buonocore, e firma il suo primo gol l'8 dicembre accorciando le distanze nella sconfitta esterna contro la Cisco Lodigiani (2-1). Segnerà ancora un gol, decisivo, il 20 marzo 2005 nel 2-1 al Castel San Pietro. A fine stagione non viene riscattato e torna a Giulianova.
Nell'estate 2005 partecipa alle Universiadi laureandosi capocannoniere del torneo che vede gli azzurri chiudere al secondo posto dietro il Giappone.
Appena rientrato, esordisce con una tripletta nella terza giornata del girone eliminatorio di Coppa Italia di Serie C contro il Melfi. In campionato realizza una rete nella gara contro il Pavia (1-1) il 28 novembre: entrato in campo da una decina di minuti, segna all'82' evitando una sconfitta casalinga ai suoi. Con la partenza a fine stagione dei due attaccanti Califano e Memmo, l'allenatore Giorgini comincia a schierarlo come titolare per la stagione 2006-2007, stagione in cui realizza 11 reti nonostante la retrocessione della squadra in Serie C2, a causa dell'ultimo posto in classifica con appena 12 punti. Segna, tra gli altri, il primo gol casalingo dei giuliesi in campionato, il 29 ottobre nella sconfitta (1-2) contro il Ravenna, e il momentaneo vantaggio all'11ª giornata contro l'Avellino (gara che terminerà 1-1).

#### Catania e prestiti a Venezia, Pisa e Ascoli
Il 20 luglio 2007 viene acquistato dal Catania che lo cede subito in prestito al Venezia, dove disputa una stagione con 27 partite e 8 reti.
Tornato a Catania, l'allenatore Walter Zenga lo fa esordire in Serie A il 31 agosto 2008; il suo minutaggio cala progressivamente e viene spesso accantonato in panchina, diventando la quinta punta del reparto offensivo.
Nel mercato invernale del 2009 passa in prestito al Pisa, con cui debutta in il 12 gennaio e segna la sua prima e unica rete il 7 marzo 2009. Nella sua esperienza all'ombra della Torre pendente disputerà 20 partite di campionato, al termine del quale la squadra retrocede. Il 30 giugno 2009 ritorna al Catania e vi resta fino al 19 agosto, quando la società etnea lo cede in prestito all'Ascoli fino al 30 giugno 2010. Esordisce con l'Ascoli il 29 agosto nella vittoriosa trasferta di Modena. Segna 24 gol in Serie B. Al termine della stagione fa ritorno al Catania, in massima serie, e nella seconda giornata realizza anche il suo primo gol in Serie A, su calcio di rigore, da lui stesso procurato, che si rivela determinante per la vittoria degli etnei sul Parma per 2-1.

#### Torino
Il 23 gennaio 2011 passa in compartecipazione al Torino. Esordisce con la maglia granata nella partita di Crotone, e fa coppia in attacco con Rolando Bianchi. Il 19 febbraio 2011, in occasione della partita contro il Pescara, firma il suo primo gol in maglia granata. Le sue 6 reti in 19 presenze non sono sufficienti alla squadra per approdare ai play-off.
Nella stagione 2011-2012 la compartecipazione viene rinnovata, e Antenucci viene riconfermato dalla dirigenza granata e dal nuovo allenatore Gian Piero Ventura. Arriva in doppia cifra siglando il decimo gol in occasione della partita Torino-Padova, vinta per 3-1. Il 20 maggio 2012 raggiunge la promozione in Serie A con la squadra granata.

#### Ritorno al Catania e prestito allo Spezia
Il 22 giugno 2012 Torino e Catania non trovano un accordo per decidere le sorti del giocatore, sicché tutto è risolto mediante le buste: il giorno seguente viene riscattato completamente dai siciliani per 1.100.000 Euro, superando i 900.000 Euro offerti dai piemontesi.
Il 31 agosto 2012 passa allo Spezia, neopromosso in Serie B, con la formula del prestito oneroso con diritto di riscatto per la metà. L'8 ottobre realizza la sua prima rete siglando una doppietta ai danni del Livorno subentrando a Stefano Okaka. La sua prima rete nello stadio di casa arriva il 17 novembre, siglando il gol del momentaneo pareggio contro la Juve Stabia, partita che viene poi vinta dai campani per 2-3. Conclude la stagione con 33 presenze e 6 reti realizzate. A fine stagione fa ritorno al Catania.

#### Ternana
Il 18 luglio 2013 passa in prestito con diritto di riscatto della compartecipazione alla Ternana, dove viene nominato anche capitano della squadra. Realizza la prima rete alla prima giornata contro il Carpi, su calcio di rigore. La giornata successiva si ripete contro il Cittadella, rete decisiva per il 2-2 finale. Torna a segnare anche alla quinta, sesta e alla nona giornata rispettivamente contro Siena, Brescia e Lanciano. Nonostante le sue reti, la Ternana in questo periodo riesce a vincere solo una gara su nove partite ritrovandosi in piena zona retrocessione. Contribuisce, con una doppietta al ritorno della vittoria della Ternana, con un 5-0 ai danni del Novara e la settimana successiva si ripete contro il Crotone, ma le fere rientreranno nel loro periodo di crisi.
Nel girone di andata realizza anche un'altra rete su calcio di rigore contro il Modena e conclude il girone di andata con 21 presenze e 9 reti realizzate. Nel girone di ritorno, la Ternana cambia tecnico, passando la guida nelle mani di Attilio Tesser. Antenucci comincia il girone di ritorno realizzando sei reti su undici partite e insieme a Gianluca Litteri, porta la Ternana a rimanere imbattuta per dodici partite, allontanandola dalla zona retrocessione.
Il 5 aprile 2014 sbaglia un rigore contro il Cesena, partita che porterà alla fine dell'imbattibilità della Ternana, durata 12 partite. Torna al gol (su calcio di rigore) alla 36ª giornata, nel 3-3 contro il Modena e si ripete nelle gare successive contro Bari (sconfitta 1-3) e Padova (vittoria 2-1). Conclude la stagione in rossoverde con 40 presenze e 19 reti realizzate, risultando essere il capocannoniere della sua squadra e uno dei migliori della serie cadetta, riuscendo a ottenere la salvezza con la sua squadra.
Il suo gol in rovesciata contro lo Spezia, viene premiato da Striscia la notizia come Gol dell'anno, mentre un sondaggio fatto da Sky Sport lo colloca al secondo posto dopo il gol di Paul Pogba realizzato contro il Napoli.
La società umbra alla fine del campionato riscatterà il cartellino del giocatore, acquistandolo in comproprietà dal Catania.

#### Leeds Utd

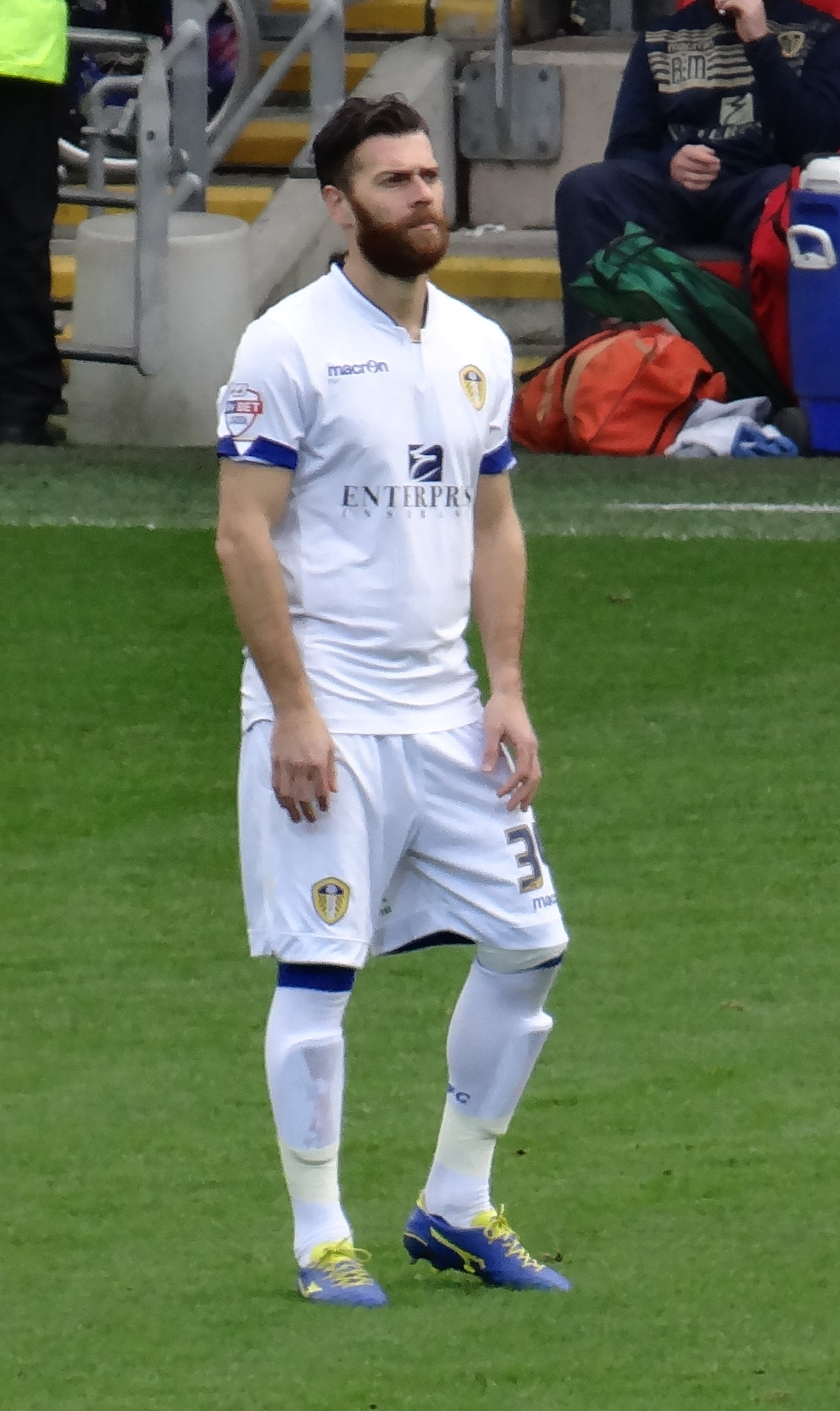
Antenucci al Leeds Utd nel 2014

Il 21 agosto 2014 si trasferisce al Leeds Utd, che acquista il suo cartellino dalla Ternana, club quest'ultimo che precedentemente aveva risolto la comproprietà col Catania: il costo dell'operazione ammonta a 1.250.000 euro, dei quali 1 milione agli umbri e il resto ai siciliani. Il successivo 16 settembre segna il suo primo gol in Inghilterra nella vittoria esterna contro il Bournemouth. il 25 ottobre 2014 segna il suo centesimo gol in carriera, nella sconfitta interna subìta contro il Wolverhampton, e il 29 novembre realizza la sua prima doppietta nel campionato inglese, nella partita vinta 2-0 contro il Derby County. Chiude la prima stagione con 36 presenze (24 da titolare), 10 reti, miglior marcatore della rosa del club, e 2 assist.
Nella stagione successiva (2015-2016) sfiora la doppia cifra in termini di marcature segnando 9 gol in 39 presenze (ma solo 21 da titolare) e fornisce anche 5 assist. Con il club arriva a disputare gli ottavi di finale della FA Cup, perdendo solo di misura contro il Watford, club di Premier League.
Nel mese di marzo del 2016 viene inserito più di una volta nella squadra settimana della Championship e dell'intera Football League, sia della Lega che di giornali importanti come Daily Mirror e Sun, dopo la doppietta al Bolton e i gol al Cardiff e al Blackburn, meritandosi anche pezzi sul Guardian e sul Daily Mail.
Sia la Football League che la PFA (Professional Footballers' Association) lo inseriscono nelle rispettive shortlists per il premio di "Player of the Month" per il mese di marzo. A fine stagione gli Whithes lo candidano anche come miglior giocatore dell'anno del club.
Il 20 maggio 2016 il club comunica l'intenzione di non rinnovare il contratto in scadenza, di comune accordo con l'attaccante molisano.

#### SPAL

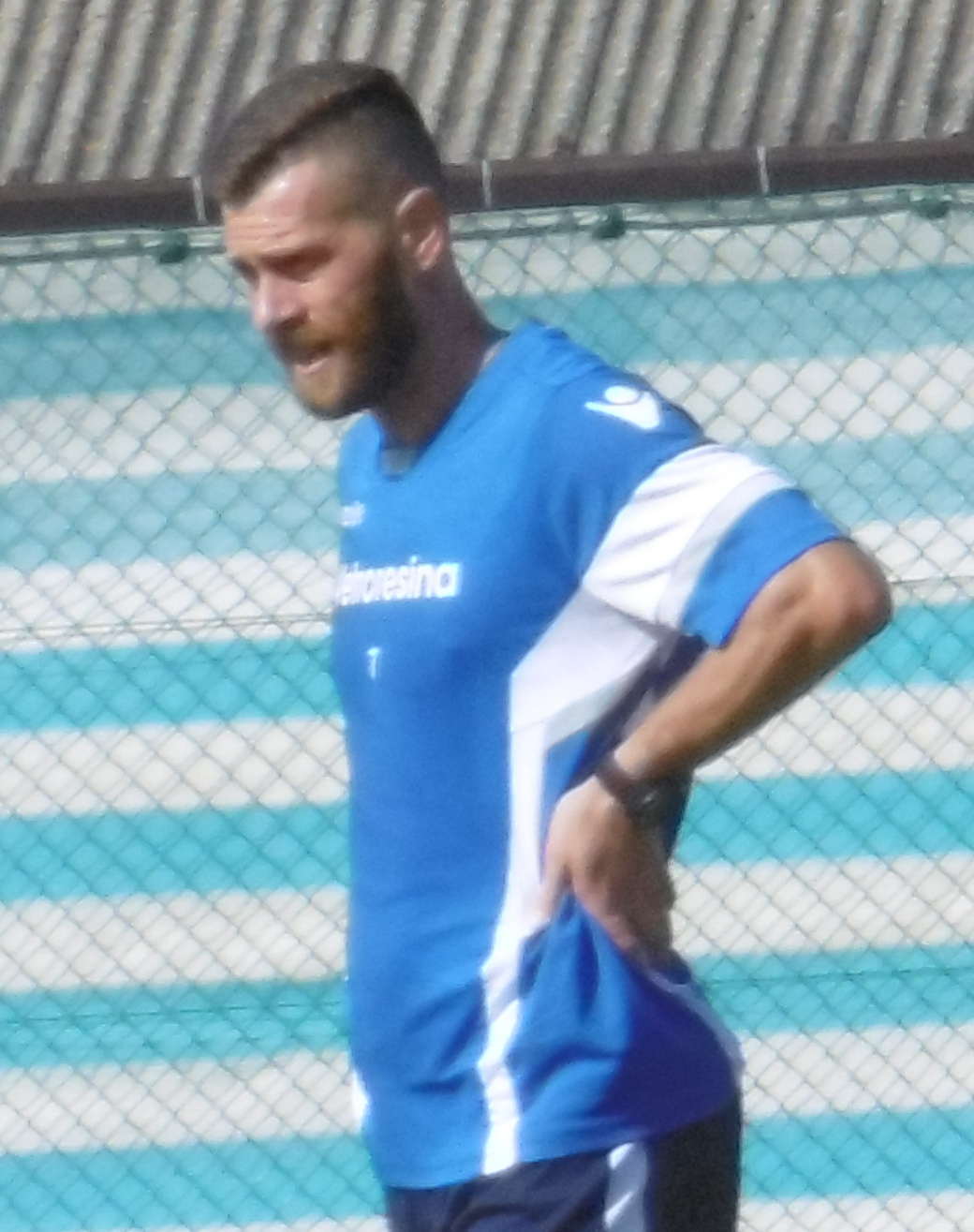
Antenucci in allenamento con la SPAL nel 2017

Il 29 giugno seguente ritorna in Serie B, firmando con la SPAL neopromossa in cadetteria dopo 23 anni dall'ultima apparizione. Il 31 ottobre seguente, realizza una tripletta nella partita interna vinta dagli estensi 3-0 contro l'Avellino. Con 18 reti (più 2 in Coppa Italia) al termine della stagione sarà uno dei giocatori determinanti per la promozione dei ferraresi nella massima serie dopo 49 anni dall'ultima apparizione. Il 17 aprile 2017 sigla una doppietta in casa contro il Trapani (2-1 per gli estensi il finale), che gli permette di toccare e poi superare quota 100 gol nelle seconde divisioni (Serie B in Italia, Championship in Inghilterra).
Il 27 agosto 2017 fa il suo esordio con gli estensi in Serie A, subentrando al compagno di squadra Sergio Floccari contro l'Udinese. Il 15 ottobre segna la sua prima rete in Serie A con gli emiliani, a danno del Bologna, ritrovando così il gol nella massima serie italiana dopo ben 7 anni (l'ultima rete, l'unica segnata fino al gol contro il Bologna in Serie A, risaliva alla stagione 2010-2011 col Catania). Nel gennaio 2018 complice la partenza di Luca Mora diventa il nuovo capitano della società biancazzurra. Con la doppietta messa a segno all’ultima giornata di campionato nella vittoria interna per 3-1 contro la Sampdoria aiuta la SPAL a raggiungere la salvezza; conclude così la stagione con un bottino di 11 gol segnati in 33 partite giocate.
Anche la stagione successiva si chiude con la salvezza in massima serie, cui Antenucci contribuisce con 5 gol in 35 presenze (uno di questi decisivo ai fini della vittoria nel derby col Parma del 26 agosto 2018).

#### Bari
Il 13 luglio 2019 viene ufficializzato il suo passaggio a titolo definitivo al Bari, in Serie C. Il suo primo goal in maglia biancorossa viene siglato nel match finito per 3-2 contro la Paganese una doppietta dello stesso Antenucci. Termina la prima stagione in maglia biancorossa con 20 goal segnati, laureandosi capocannoniere stagionale in Serie C. Il 24 gennaio 2021, con la doppietta siglata contro la Virtus Francavilla, entra nella storia del Bari come miglior marcatore nella Serie C. Il 12 agosto 2022 segna, su rigore, il primo gol stagionale del Bari in Serie B contro il Parma nella prima partita della Serie B 2022-2023. Conclude la stagione in B con 34 presenze e 10 gol. In scadenza contrattuale, il 10 luglio 2023 decide di non proseguire l'avventura in biancorosso. Rimane il secondo giocatore nella storia del Bari per numero di gol segnati, 60, nove meno di Luigi Bretti.

#### Ritorno alla SPAL e ritiro
Il 13 luglio 2023 viene ufficializzato il ritorno alla SPAL, neoretrocessa in Serie C, tornando così a vestire la maglia biancoazzurra dopo 4 anni. Con gli estensi sottoscrive un contratto biennale. In due stagioni segna altri 16 reti per un totale di 185 presenze e 52 gol con gli estensi. Termina quindi la carriera calcistica con il ritorno dei play-out vinto contro il Milan Futuro il 17 maggio 2025. Avrà poi un ruolo tecnico-operativo nella nuova compagine che ripartirà dall’Eccellenza.

### Nazionale
Nel 2002, durante il periodo di militanza nel Giulianova, ha fatto parte dell'Under-20 della Serie C, L'anno successivo ha segnato una rete in 3 match disputati con l'Under-21 della Serie C, mentre nel 2005 ha fatto parte della Nazionale universitaria, con la quale ha vinto la medaglia d'argento nella XXIII Universiade disputata nella città di Smirne. Nel 2007 è di nuovo con la Nazionale Universitaria per le Universiadi a Bangkok, chiuse ancora al secondo posto.
Nella competizione internazionale arriva a quota 7 gol segnati.

## Statistiche

### Presenze e reti nei club
| Stagione          | Squadra           | Campionato        | Campionato | Campionato | Coppe nazionali | Coppe nazionali | Coppe nazionali | Coppe continentali | Coppe continentali | Coppe continentali | Altre coppe | Altre coppe | Altre coppe | Totale | Totale |
| Stagione          | Squadra           | Comp              | Pres       | Reti       | Comp            | Pres            | Reti            | Comp               | Pres               | Reti               | Comp        | Pres        | Reti        | Pres   | Reti   |
| ----------------- | ----------------- | ----------------- | ---------- | ---------- | --------------- | --------------- | --------------- | ------------------ | ------------------ | ------------------ | ----------- | ----------- | ----------- | ------ | ------ |
| 2002-2003         | Giulianova        | C1                | 21         | 1          | CI-C            | 1               | 1               | -                  | -                  | -                  | -           | -           | -           | 22     | 2      |
| 2003-2004         | Giulianova        | C1                | 14         | 0          | CI-C            | 4               | 1               | -                  | -                  | -                  | -           | -           | -           | 18     | 1      |
| ago. 2004         | Giulianova        | C1                | 0          | 0          | CI-C            | 2               | 0               | -                  | -                  | -                  | -           | -           | -           | 2      | 0      |
| set. 2004-2005    | Ancona            | C2                | 27         | 2          | CI-C            | -               | -               | -                  | -                  | -                  | -           | -           | -           | 27     | 2      |
| 2005-2006         | Giulianova        | C1                | 25         | 1          | CI-C            | 3               | 3               | -                  | -                  | -                  | -           | -           | -           | 28     | 4      |
| 2006-2007         | Giulianova        | C1                | 32         | 11         | CI-C            | 2               | 0               | -                  | -                  | -                  | -           | -           | -           | 34     | 11     |
| Totale Giulianova | Totale Giulianova | Totale Giulianova | 92         | 13         |                 | 12              | 5               |                    | -                  | -                  |             | -           | -           | 104    | 18     |
| 2007-2008         | Venezia           | C1                | 27         | 6          | CI-C            | 1               | 0               | -                  | -                  | -                  | -           | -           | -           | 28     | 6      |
| 2008-gen. 2009    | Catania           | A                 | 4          | 0          | CI              | 2               | 0               | -                  | -                  | -                  | -           | -           | -           | 6      | 0      |
| gen.-giu. 2009    | Pisa              | B                 | 20         | 1          | CI              | -               | -               | -                  | -                  | -                  | -           | -           | -           | 20     | 1      |
| 2009-2010         | Ascoli            | B                 | 40         | 24         | CI              | -               | -               | -                  | -                  | -                  | -           | -           | -           | 40     | 24     |
| 2010-gen. 2011    | Catania           | A                 | 14         | 1          | CI              | 3               | 2               | -                  | -                  | -                  | -           | -           | -           | 17     | 3      |
| gen.-giu. 2011    | Torino            | B                 | 19         | 6          | CI              | -               | -               | -                  | -                  | -                  | -           | -           | -           | 19     | 6      |
| 2011-2012         | Torino            | B                 | 41         | 10         | CI              | 2               | 1               | -                  | -                  | -                  | -           | -           | -           | 43     | 11     |
| Totale Torino     | Totale Torino     | Totale Torino     | 60         | 16         |                 | 2               | 1               |                    | -                  | -                  |             | -           | -           | 62     | 17     |
| ago. 2012         | Catania           | A                 | 1          | 0          | CI              | -               | -               | -                  | -                  | -                  | -           | -           | -           | 1      | 0      |
| Totale Catania    | Totale Catania    | Totale Catania    | 19         | 1          |                 | 5               | 2               |                    | -                  | -                  |             | -           | -           | 24     | 3      |
| set. 2012-2013    | Spezia            | B                 | 33         | 6          | CI              | -               |                 | -                  | -                  | -                  | -           | -           | -           | 33     | 6      |
| 2013-2014         | Ternana           | B                 | 40         | 19         | CI              | 1               | 0               | -                  | -                  | -                  | -           | -           | -           | 41     | 19     |
| ago. 2014         | Ternana           | B                 | -          | -          | CI              | 1               | 0               | -                  | -                  | -                  | -           | -           | -           | 1      | 0      |
| Totale Ternana    | Totale Ternana    | Totale Ternana    | 40         | 19         |                 | 2               | 0               |                    | -                  | -                  |             | -           | -           | 42     | 19     |
| 2014-2015         | Leeds Utd         | FLC               | 36         | 10         | FACup+CdL       | 1+0             | 0               | -                  | -                  | -                  | -           | -           | -           | 37     | 10     |
| 2015-2016         | Leeds Utd         | FLC               | 39         | 9          | FACup+CdL       | 3+1             | 0               | -                  | -                  | -                  | -           | -           | -           | 43     | 9      |
| Totale Leeds Utd  | Totale Leeds Utd  | Totale Leeds Utd  | 75         | 19         |                 | 5               | 0               |                    | -                  | -                  |             | -           | -           | 80     | 19     |
| 2016-2017         | SPAL              | B                 | 37         | 18         | CI              | 2               | 2               | -                  | -                  | -                  | -           | -           | -           | 39     | 20     |
| 2017-2018         | SPAL              | A                 | 33         | 11         | CI              | 1               | 0               | -                  | -                  | -                  | -           | -           | -           | 34     | 11     |
| 2018-2019         | SPAL              | A                 | 35         | 5          | CI              | 1               | 0               | -                  | -                  | -                  | -           | -           | -           | 36     | 5      |
| 2019-2020         | Bari              | C                 | 29+3       | 20+1       | CI-C            | 2               | 2               | -                  | -                  | -                  | -           | -           | -           | 34     | 23     |
| 2020-2021         | Bari              | C                 | 31+3       | 14+0       | CI              | 2               | 1               | -                  | -                  | -                  | -           | -           | -           | 36     | 15     |
| 2021-2022         | Bari              | C                 | 33         | 15         | CI-C            | 1               | 0               | -                  | -                  | -                  | SC-C        | 2           | 0           | 36     | 15     |
| 2022-2023         | Bari              | B                 | 32+2       | 9+1        | CI              | 1               | 0               | -                  | -                  | -                  | -           | -           | -           | 35     | 10     |
| Totale Bari       | Totale Bari       | Totale Bari       | 125+8      | 58+2       |                 | 6               | 3               |                    | -                  | -                  |             | 2           | 0           | 141    | 63     |
| 2023-2024         | SPAL              | C                 | 35         | 5          | CI-C            | 1               | 0               | -                  | -                  | -                  | -           | -           | -           | 36     | 5      |
| 2024-2025         | SPAL              | C                 | 37+2       | 11+0       | CI-C            | 1               | 0               | -                  | -                  | -                  | -           | -           | -           | 40     | 11     |
| Totale SPAL       | Totale SPAL       | Totale SPAL       | 177+2      | 50         |                 | 6               | 2               |                    | -                  | -                  |             | -           | -           | 185    | 52     |
| Totale carriera   | Totale carriera   | Totale carriera   | 735+10     | 215+2      |                 | 39              | 13              |                    | -                  | -                  |             | 2           | 0           | 786    | 230    |

## Palmarès

### Club
- Serie B: 1

SPAL: 2016-2017
- Serie C: 1

Bari: 2021-2022 (girone C)

### Nazionale
- Universiade:

 2005, 2007

### Individuale
- Capocannoniere della Serie C: 1

2019-2020 (20 gol)